# 平安何如奉橘三帖
〈平安何如奉橘三帖〉是晉朝書法家王羲之的書法作品。现存双钩摹本，左下亦有鑑定的簽署，藏于臺北國立故宮博物院。
從西元六世紀的南朝以來，上至君王下至庶民，都喜好王羲之等名家的信札，由於此類珍貴書蹟都收藏在宮禁之中，即使是平民收藏家也不會輕示於人。有時帝王為分送親信，或是擔心真跡觀賞過多次會有傷害，常會請人以雙勾填墨的方式將書跡做復製，此三帖即屬這類摹本。

## 平安帖
〈平安帖〉中書體為行書兼草書，其中提到的「脩載」，是王羲之的堂兄弟王耆之（字脩載）。運筆提按頓挫的變化較多，鉤和挑轉折之間，有很多細微的動作，許多的帶筆行為以及草書筆法，十分自然而巧麗。
釋文：	（第一則）□□（此粗）平安。脩載來十餘□（日）。□（諸）人□（近）集存。想明日當復悉。□□（來無）由同增慨。（第二則）羲之白。不審尊體比復何如。遲復奉告。羲之中冷□（無）賴。尋復白。羲之白。（第三則）□（奉）橘三百枚。霜未降。未□□（可多）得。

## 何如帖
〈何如帖〉書體為行書，問候對方並告知自己近況。其中「復」字重複三次，各不相同，以寫書法來說，稱為"得意忘形"。
釋文：羲之白 不審、尊體比復何如 遲復奉告 羲之中冷無賴 尋復白 羲之白

## 奉橘帖
〈奉橘帖〉書體為行書，奉送友人橘子並附上此短信。字體大小有豐富變化。此帖在唐代就很有名，唐代詩人韋應物《答鄭騎曹求橘詩》 ：“憐君臥病思新橘，試摘猶酸亦未黃。書後欲題三百顆，洞庭須待滿林霜”用的就是這件書蹟的典故。
釋文：奉橘三百枚 霜未降 未可多得